# Спазм
Спазм (грец. spasmós, від spáo — тягну), судома, корчі — мимовільне скорочення м'яза або групи м'язів, зазвичай супроводжується різким болем.
Розрізняють спазми посмугованих (скелетних) м'язів (наприклад, при деяких паралічах) та гладких (непосмугованих) м'язів — судинної стінки (наприклад, при стенокардії), бронхів (див. Бронхіальна астма), стравоходу (кардіоспазм), кишки тощо. Спазми скелетних м'язів утруднюють рухи. Спазми гладких м'язів порушують різні функції органів.

## Патогенез
М'язові спазми, конвульсивні посмикування, гикавка, нервовий тик — ці прояви, зумовлені дефіцитом магнію. Магній блокує зайве надходження кальцію до клітин, завдяки чому перешкоджає зайвій напрузі скелетних м'язів та гладкої мускулатури, та сприяє їхньому розслабленню.

## Класифікація
За механізмом розрізняють спазми
- епілептичні
- неепілептичні

Епілептичні спричинюються одночасним розрядом великої популяції нейронів (гіперсинхроний розряд) та слугують проявом різних видів судомних епілептичних нападів.
Неепілептичні різноманітні за своїм патогенезом. Вони можуть бути пов'язані з:
1. неспецифічним підвищенням збудливості сегментарних (реперкусивні судоми) та супрасегментарних (рефлекторні судоми) структур ЦНС;
2. дисфункцією нейронів внаслідок аноксії (судоми при странгуляції) та аноксиішемії (судомна форма обмороку та ін.);
3. активацією деяких мозкових структур під дією отрути або токсину (токсичні судоми);
4. розладом функції нейронів під впливом ендокриних, електролітних та метаболічних розладів (наприклад, тетанічні судоми, судоми при дефіциті вітаміну В6, при гіпоглікемії);
5. розладом механізмів, які беруть участь в організації сну;
6. порушенням супрасегментарних впливів на сегментарний апарат під дією психогенних факторів (істеричні судоми) або органічних уражень мозку (горметонічні судоми), місцевих нейрогенних порушеннь (наприклад, локальні судоми м'язів).

Також спазми ділять на:
- Спазми тонічні — тривале напруження м'язів
- Спазми клонічні — синхронні товчкоподібні скорочення м'язів з періодами розслаблення

Для позначення тонічних судом певних груп м'язів застосовуються спеціальні терміни:
- «тризм» — судома жувальних м'язів
- «блефароспазм» — судома кругових м'язів ока

Клонічні генералізовані судоми іноді називаютюся конвульсіями.
Спазми гладкої мускулатури: кардіоспазм, пілороспазм.
Спазми у дітей особливо легко виникають у ранньому віці (що пов'язано з особливостями розвитку головного мозку) під впливом інфекцій, інтоксикацій та травм, психогенних факторів та ін.

## Лікування
Лікування засноване на корекції основного захворювання у поєднанні з протисудомними препаратами (фенобарбітал, гексамідин, дифенін); важливе абсолютне утримання від алкоголю, дотримання режиму сну.
Невідкладна допомога
1. Захистити хворого від можливих травм, які можуть виникнути при падінні й під час судомного тремтіння тіла, забезпечити йому безпеку.
2. Заспокоїти присутніх. Покласти під голову хворого щось м'яке (куртку, шапку), щоб уникнути травм голови під час судомних рухів. Розстебнути одяг, який може перешкоджати диханню. Між зубами верхньої та нижньої щелепи можна вкласти скручену у вузол носову хустку в тому випадку, якщо напад тільки починається. Це необхідно для запобігання прикушування язика і пошкодження зубів. Повернути голову хворого на бік, щоб слина могла вільно стікати на підлогу. Якщо хворий перестає дихати, почніть серцево-легеневу реанімацію.
3. Після припинення судом, якщо напад стався на вулиці, організуйте транспортування хворого додому або в лікарню. Слід зв'язатися з родичами хворого, щоб повідомити про те, що трапилося. Як правило, родичі знають, що робити.
4. Якщо людина не повідомляє про те, що хвора на епілепсію, краще викликати «Швидку допомогу», оскільки судомний синдром може бути ознакою значної кількості ще більш серйозних ускладнень (набряку мозку, інтоксикації і пр.). Не можна залишити хворого без нагляду.

Що не можна робити при епілептичному припадку:
- Залишати одного хворого під час нападу.
- Намагатися утримувати хворого (за руки, плечі або голову) або переносити в інше, навіть більш зручне для нього, місце під час судомного припадку.
- Намагатися розтиснути щелепи хворого і вставляти між ними будь-які предмети, що дасть змогу уникнути перелому нижньої щелепи та травми зубів.